# Суперспалах
Суперспалахи — це дуже сильні вибухи, що спостерігаються на зорях, з енергією, яка до десяти тисяч разів перевищує типові сонячні спалахи. Зорі цього класу відповідають умовам, які повинні робити їх сонячними аналогами, і очікується, що вони будуть стабільними протягом дуже тривалих часових масштабів.
Початкових дев'яти кандидатів було виявлено за допомогою різних методів. Жодні систематичні дослідження не були можливими до запуску космічного телескопа «Кеплер», який спостерігав за дуже великою кількістю зорей сонячного типу з дуже високою точністю протягом тривалого періоду. Це показало, що невелика частина зорей мала сильні спалахи. У багатьох випадках на одній і тій самій зорі відбувалося кілька подій. Молодші зорі спалахували частіше, ніж старші, але сильні події спостерігалися на зорях з таким же віком як і Сонце.
Спочатку спалахи пояснювали як постулювання існуванню планет-гігантів на дуже близьких орбітах, таким чином, що магнітні поля зорі та планети були поєднані. Орбіта планети викривляла б лінії поля, доки нестабільність не вивільнила б енергію магнітного поля у вигляді спалаху. Однак жодної такої планети не було виявлено як транзиту Кеплера, і цю теорію було відкинуто.
Усі зорі зі суперспалахами демонструють квазіперіодичні зміни яскравості, які інтерпретуються як дуже великі зоряні плями, які рухаються за допомогою обертань. Спектроскопічні дослідження виявили спектральні лінії, які були чіткими індикаторами хромосферної активності, яка асоціюється із сильними та обширними магнітними полями. Це говорить про те, що суперспалахи відрізняються від сонячних спалахів лише масштабом.
Були зроблені спроби виявити минулі сонячні суперспалахи за концентраціями нітратів у полярному льоду, за історичними спостереженнями полярних сяйв та за тими радіоактивними ізотопами, які можуть утворюватися із сонячних енергетичних частинок. Хоча в записах вуглецю-14 у кільцях дерев було виявлено три події та кілька кандидатів, їх неможливо однозначно пов'язати зі суперспалахами.
Сонячні суперспалахи мали б разючі наслідки, особливо якщо вони відбувалися б одночасно. Оскільки вони можуть виникати на зорях того ж віку, маси та складу, що й Сонце, це не можна виключати, але протягом останніх десяти тисячоліть не було виявлено жодних ознак сонячних суперспалахів. Однак, суперспалахи сонячного типу трапляються дуже рідко та магнітно набагато активніші за Сонце; якщо сонячні суперспалахи й відбуваються, то це можуть бути чітко визначені епізоди, які займають невелику частину їхнього часу.

## Суперспалахи зір
Зоря-суперспалах — це не те саме із спалахуючою зорею, яка зазвичай відноситься до дуже пізнього червоного карлика спектрального типу. Цей термін обмежується великими тимчасовими подіями на зорях, які відповідають наступним умовам:
- Зоря належить до спектрального класу від F8 до G8.
- Вони знаходиться на головній послідовності або поблизу неї
- Це одинична система або частина дуже широкої бінарної системи
- Це не швидкий ротатор
- Вони не занадто молоді

По суті, такі зорі можна розглядати як аналоги Сонця.
Спочатку було знайдено дев'ять зорей-суперспалахів, деякі з них були схожі на Сонце.
| Зоря                  | Тип     | Видима величина (V) | Детектор      | Амплітуда спалаху   | Тривалість  | Енергія (ерг)   |
| --------------------- | ------- | ------------------- | ------------- | ------------------- | ----------- | --------------- |
| Грумбрідж 1830        | G8 V    | 6.45                | Фотографія    | ΔB = 0.62 mag       | 18 хв       | EB ~ 1035       |
| Каппа¹ Кита           | G5 V    | 4.83                | Спектроскопія | EW(He) = 0.13Å      | ~ 40 хв     | E ~ 2 × 1034    |
| MT Таурі              | G5 V    | 16.8                | Фотографія    | ΔU = 0.7 mag        | ~ 10 хв     | EU ~ 1035       |
| Пі1 Великої Ведмедиці | G1.5 Vb | 5.64                | Рентген       | LX = 1029 ерг/с     | >~ 35 хв    | EX = 2 × 1033   |
| S Форнаціс            | G1 V    | 8.64                | Візуально     | ΔV ~ 3 mag          | 17 - 367 хв | EV ~ 2 × 1038   |
| BD +10°2783           | G0 V    | 10.0                | Рентген       | LX = 2 × 1031 ерг/с | ~ 49 хв     | EX >> 3 × 1034  |
| Омікрон Орла          | F8 V    | 5.11                | Фотометрія    | ΔV = 0.09 mag       | ~ 5 - 15 дн | EBV ~ 9 × 1037  |
| 5 Змії                | F8 IV-V | 5.06                | Фотометрія    | ΔV = 0.09 mag       | ~ 3 - 25 дн | EBV ~ 7 × 1037  |
| UU Coronae Borealis   | F8 V    | 8.86                | Фотометрія    | ΔI = 0.30 mag       | >~ 57 хв    | Eopt ~ 7 × 1035 |

## Оригінальні кандидати на суперспалах
В оригінальній статті на основі пошуку літератури було визначено дев'ять об'єктів-кандидатів:
Тип визначає спектральну класифікацію, включаючи спектральний тип та клас світності.
V (mag) означає нормальну видиму зоряну величину зорі.
EW(He) – еквівалентна ширина лінії He I D3 5875,6 Å, яка спостерігається у випромінюванні.
Спостереження відрізняються від об'єкта до об'єкта. Деякі з них є рентгенівськими вимірюваннями, інші — візуальними, фотографічними, спектроскопічними або фотометричними. Енергії подій варіюються від 2 × 1035 до 2 × 1036 ергів.

## Відкриття Кеплера
Космічний апарат «Кеплер» — це космічна обсерваторія, призначена для пошуку планет методом транзитів. Прилад під назвою фотометр постійно контролює яскравість 150 000 зорей у фіксованій ділянці на небі (у сузір'ях Лебедя, Ліри та Дракона), щоб виявити зміни яскравості, спричинені проходженням планет перед зоряним диском. Більше 90 000 є зорями G-типу або ж жовтими карликами (подібними до Сонця) на головній послідовності або поблизу неї. Спостережувана площа відповідає приблизно 0,25% від всього неба. Фотометр чутливий до довжин хвиль 400–865 нм: весь видимий спектр та частина інфрачервоного. Фотометрична точність, досягнута Кеплером, зазвичай становить 0,01% (0,1 ммаг) для 30-хвилинного часу інтегрування зір 12-ї зоряної величини.

### Зорі G-типу
Висока точність, велика кількість спостережуваних зір і тривалий період спостереження роблять Кеплер ідеальним для виявлення суперспалахів. Дослідження, опубліковані у 2012 та 2013 роках, охоплювали 83 000 зір протягом 500 днів (значна частина аналізу даних була проведена за допомогою п'яти студентів першого курсу). Зорі були відібрані з каталогу вхідних даних Кеплера таким чином, щоб їхня ефективна температура Teff знаходилася між 5100 і 6000 K (сонячне значення становить 5750 K) для пошуку зір, подібних до Сонця, спектрального класу, та log g > 4.0 на поверхні, щоб виключити субгігантів та гігантів. Спектральні класи варіюються від F8 до G8. Час інтеграції в оригінальному дослідженні становив 30 хвилин. Дослідження виявили 1547 суперспалахів на 279 зорях сонячного типу. Найінтенсивніші події збільшили яскравість зір на 30% та мали енергію 1036 ергів. Спалахи білого світла на Сонці змінюють яскравість приблизно на 0,01%, а найсильніші спалахи мають енергію видимого світла близько 1032 ергів. (Усі зазначені енергії вказані в оптичній смузі пропускання, а отже, є нижніми межами, оскільки деяка енергія випромінюється на інших довжинах хвиль.) Більшість подій були набагато менш енергійними: амплітуди спалахів нижче 0,1% від зоряного значення та енергії 2 × 1033 ергів можна було виявити за допомогою 30-тихвилинного інтегрування. Спалахи характеризувалися стрімким зростанням яскравості, після чого їх інтенсивність експоненційно спадала протягом 1–3 годин. Найпотужніші з них мали енергію, що у десятки тисяч разів перевищувала енергію найбільших сонячних спалахів. Деякі зорі спалахували надзвичайно часто: одна із зір продемонструвала 57 спалахів за 500 днів — тобто в середньому один протягом кожних дев’яти днів. За статистикою, кількість спалахів зменшувалась зі зростанням енергії E приблизно за законом E⁻² — подібно до того, як це відбувається на Сонці. Тривалість спалаху збільшувалася зі зростанням його енергії, знову ж таки відповідно до поведінки Сонця.
Деякі дні, отримані за допомогою телескопа Кеплер, мають часовий інтервал в 1 хвилину, проте така висока роздільність супроводжується зниженням точності вимірювань. Використання цих даних на меншій вибірці зір виявляє спалахи, які є занадто короткими для надійного виявлення з 30-хвилинним інтегруванням, що дозволяє виявляти події з частотою до 1032 ергів, що можна порівняти з найяскравішими спалахами на Сонці. Частота виникнення як функція енергії залишається степеневим законом E −n при поширенні на нижчі енергії, де n виявляє значення близько в 1,5. При такій часовій роздільній здатності деякі суперспалахи показують кілька піків з інтервалами від 100 до 1000 секунд, що знову ж таки можна порівняти з пульсаціями сонячних спалахів. Наприклад, зоря KIC 9655129 проявила два характерні періоди — 78 і 32 хвилини, що може вказувати на магнітогідродинамічні коливання в області спалаху. Загалом ці спостереження підтримують ідею, що суперспалахи не відрізняються від сонячних за своєю природою — лише масштабом.
Зорі зі суперспалахами демонструють квазіперіодичні зміни яскравості, що інтерпретується як свідчення наявності зоряних плям, що переносяться обертанням зорі. Це дозволяє оцінити період обертання зорі; значення коливаються від менш ніж одного дня до десятків днів (для порівняння, значення для Сонця становить 25 днів). На Сонці радіометричний моніторинг із супутників показує, що великі сонячні плями можуть зменшувати яскравість до 0,2%. У зорях зі суперспалахами найпоширенішими варіаціям яскравості є значення у 1–2%, хоча вони можуть сягати 7–8%, що свідчить про те, що площа зоряних плям може бути набагато більшою, ніж будь-що, що знаходиться на поврехні Сонця. У деяких випадках варіації яскравості можна змоделювати лише однією або двома великими зоряними плямами, хоча не всі випадки такі прості. Зоряні плями можуть бути групами менших плям або окремими гігантськими плямами.
Спалахи частіше трапляються у зір із короткими періодами. Однак енергія найбільших спалахів не пов'язана з періодом обертання. Зорі з більшими варіаціями також мають набагато частіші спалахи; також існує тенденція до того, що вони мають енергійніші спалахи. Великі коливання можна знайти навіть на зорях, що обертаються найповільніше: одна зоря мала період обертання 22,7 дня, а коливання означають покриття плямами 2,5% поверхні, що більш ніж у десять разів перевищує максимальне сонячне значення. Оцінюючи розмір зоряних плям за зміною амплітуди та вважаючи сонячні значення магнітних полів у плямах (1000 G ), складається можливим оцінити доступну енергію: у всіх випадках у полі достатньо енергії, щоб живити навіть найбільші спостережувані спалахи. Це говорить про те, що суперспалахи та сонячні спалахи мають по суті однаковий механізм.
Аби визначити, чи можуть на Сонці відбуватися суперспалахи, важливо звузити визначення зір, подібних до Сонця. При розділенні температурного діапазону на зорі з Teff вище та нижче 5600 K (ранні та пізні зорі G-типу), зорі з нижчою температурою приблизно вдвічі частіше демонструють суперспалахову активність, ніж ті, що знаходяться в сонячному діапазоні. В свою чергу ті, що мають таку, мають більше спалахів: частота спалахів (кількість на зорю в рік) приблизно в п'ять разів більша у зір пізнього типу. Загальновідомо, що і швидкість обертання, і магнітна активність зорі зменшуються з віком у зір G-типу. Коли спалахуючі зорі поділяють на швидкі та повільні ротатори, використовуючи період обертання, оцінений за змінами яскравості, існує загальна тенденція до того, що найшвидше обертаються (і, ймовірно, наймолодші) ті зорі, які демонструють більшу ймовірність активності. Зокрема, зорі, що обертаються менше ніж за 10 днів, мають у 20–30 разів більшу ймовірність активності. Тим не менш, на 19 зорях з температурою, подібною до Сонця, та періодами понад 10 днів (з 14 000 досліджених таких зір) було виявлено 44 суперспалахи; чотири суперспалахи з енергіями в діапазоні 1-5 × 1033 ергів були виявлені на зорях, що обертаються повільніше за Сонце (близько 5000 у вибірці). Розподіл спалахів за енергією має однакову форму для всіх класів зір. Хоча зорі, подібні до Сонця, спалахують рідше, вони мають таку ж частку дуже енергійних спалахів, як і молодші та холодніші зорі.

### Зорі типу K та M
Дані телескопа Кеплер також використовувалися для пошуку спалахів на зорях пізніших спектральних типів, ніж G. Вибірка з 23 253 зірок з ефективною температурою Teff менше 5150 K та силою тяжіння log g > 4.2, що відповідає зорям головної послідовності, які з'явилися пізніше K0V, досліджували на наявність спалахів протягом періоду часу 33,5 днів. Було ідентифіковано 373 зорі з очевидними спалахами. Деякі зорі мали лише один спалах, тоді як інші показували цілих п'ятнадцять. Найсильніші події збільшили яскравість зорі на 7-8%. Це не радикально відрізняється від пікової яскравості спалахів на зорях типу G; однак, оскільки зорі K та M є менш світними за тип G, це свідчить про те, що спалахи на цих зорях є менш енергійними. Порівнюючи два досліджені класи зір, здається, що зорі типу M спалахують частіше, ніж зорі типу K. Проте тривалість кожного спалаху, як правило, коротша.
Неможливо зробити будь-які висновки щодо відносної частки зір типу G та K, що демонструють суперспалахи, або про частоту спалахів на тих зорях, які демонструють таку активність, оскільки алгоритми та критерії виявлення спалахів у двох дослідженнях є доволі різними.
Більшість (проте все ще не всі) зір групи K та M демонструють ті ж квазіперіодичні зміни яскравості, що й зорі групи G. Існує тенденція до виникнення більш енергійних спалахів на більш змінних зорях; однак частота спалахів тільки слабо пов'язана зі мінливістю.

## Гарячі Юпітери як одне з пояснень
Коли суперспалахи були вперше виявлені на зорях сонячного типу, було висловлено припущення, що ці виверження можуть бути викликані через взаємодію магнітного поля зорі із магнітним полем планети-гіганта, яка обертається настільки близько до первинної зорі, що магнітні поля пов'язалися між собою. Обертання або орбітальний рух загострювали б магнітні поля, доки переконфігурація полів не спричинила б вибухове вивільнення енергії. Змінні RS Canum Venaticorum — це тісно пов'язані подвійні зорі з орбітальними періодами від 1 до 14 днів, у яких первинною є зоря головної послідовності F- або G-типу, та з сильною хромосферною активністю на всіх орбітальних фазах. Ці системи мають варіації яскравості, які пояснюються великими зоряними плямами на первинній частині; деякі демонструють великі спалахи, які, як вважається, спричинені магнітним перез'єднанням. Супутник знаходиться достатньо близько, щоб розкрутити зорю внаслідок приливних взаємодій.
Однак газовий гігант не є достатньо масивним, щоб розкрутити зорю. Але магнітне поле сусідньої екзопланети може замикати лінії магнітного поля зорі, що призводить до її обертання з більшою швидкістю для даного віку через менше магнітне гальмування.
Не є повністю зрозумілим, чи можна виміряти ці ефекти у властивостях зорі, таких як швидкість обертання та хромосферна активність. Кеплер відкрив низку газових гігантів, що обертаються навколо Землі та є гарячими Юпітерами; деякі дослідження двох таких систем, можливо, вказували на періодичні зміни хромосферної активності основної системи, синхронізовані з орбітальним періодом супутника.
Кеплер не може виявити всі планетарні транзити, оскільки планетарна орбіта може знаходитися поза межами прямої видимості Землі. Однак гарячі Юпітери обертаються настільки близько до основної планети, що ймовірність транзиту становить близько 10%. Якщо суперспалахи були спричинені близькими планетами, то 279 виявлених спалахуючих зір повинні мати близько 28 транзитних супутників. У результаті, жоден з них насправді не показав ознак транзитів, що фактично виключає це пояснення. Аналогічно, пошук суперспалахів на радіохвилях, які можуть бути спричинені гарячими Юпітерами, що магнітно взаємодіють зі своїми зорями, не виявив жодних таких спалахів.

## Спектроскопічні спостереження зір-суперспалахів
Спектроскопічні дослідження суперспалахів дозволяють детальніше визначити їхні властивості в надії виявити їх причину. Перші дослідження були проведені за допомогою високодисперсійного спектрографа на телескопі Субару на Гаваях. Детально досліджено близько 50 зір, очевидно сонячного типу, які, за спостереженнями телескопа «Кеплер», демонструють суперспалахову активність. З них лише 16 мали ознаки візуальних або спектроскопічних подвійних систем; їх було виключено, оскільки тісні подвійні системи часто є активними, тоді як у випадку візуальних подвійних систем існує ймовірність активності на супутнику. Спектроскопія дозволяє достатньо точно визначити ефективну температуру, поверхневу гравітацію та вміст елементів, окрім гелію («металічність»); більшість із тридцяти чотирьох окремих зір виявилися зорями головної послідовності спектрального типу G та подібного до Сонця складу. Оскільки такі властивості, як температура та поверхнева гравітація, змінюються протягом життя зорі, теорія зоряної еволюції дозволяє оцінити вік зорі: у більшості випадків вік перевищував кілька сотень мільйонів років.
Це важливо, оскільки відомо, що дуже молоді зорі є набагато активнішими. Дев'ять зір відповідали вужчому визначенню сонячного типу (наведеному вище) з температурою понад 5600 K та періодами обертання довше 10 днів. Деякі з них мали періоди понад 20 або навіть 30 днів. Лише п'ятьох з 34 можна назвати швидкими ротаторами.
Спостереження із LAMOST були використані для вимірювання хромосферної активності у 5648 зір, подібних до Сонця, у полі Кеплера, включаючи 48 суперспалахів. Ці спостереження показують, що суперспалахи зір зазвичай характеризуються більшим хромосферним випромінюванням, ніж інші зорі, включаючи Сонце. Однак, зорі-суперспалахи з рівнем активності нижчим або порівнянним із сонячним, справді існують, що свідчить про те, що сонячні спалахи та суперспалахи, найімовірніше, мають однакове походження.
Дуже великий ансамбль сонячноподібних зір, включених до цього дослідження, дозволяє детально оцінити зв'язок між хромосферною активністю та виникненням суперспалахів.
Усі зорі демонстрували квазіперіодичні коливання яскравості, від 0,1% до майже 10%, що інтерпретувалося як обертання великих зоряних плям. Коли на зорі існують великі плями, рівень активності хромосфери стає високим; зокрема, великі хромосферні плями утворюються навколо груп сонячних плям. Інтенсивність певних сонячних та зоряних ліній, що генеруються в хромосфері, зокрема у лініях іонізованого кальцію (Ca II) та лініях водню Hα, відома як індикатори магнітної активності. Спостереження ліній Ca у зорях, подібного віку до Сонця, навіть показують циклічні варіації, що нагадують 11-річний сонячний цикл. Спостерігаючи певні інфрачервоні лінії Ca II для 34 зір-суперспалахів, стало можливим оцінити їхню хромосферну активність. Вимірювання тих самих ліній у точках активної області на Сонці разом з одночасними вимірюваннями локального магнітного поля показують, що існує загальний зв'язок між полем та активністю.
Хоча зорі демонструють чітку кореляцію між швидкістю обертання та активністю, це не виключає активності на зорях, які обертаються повільно: навіть такі повільні зорі, як Сонце, можуть мати доволі високу активність. Усі спостережувані суперспалахи зір мали більшу активність за Сонце, що свідчить про більші магнітні поля. Також існує кореляція між активністю зорі та її варіаціями яскравості (а отже, і покриттям зоряних плям): усі зорі із великими варіаціями амплітуди демонстрували високу активність.
Знання приблизної площі, покритої зоряними плямами, за розміром варіацій, та напруженості поля, оціненої за хромосферною активністю, дозволяє оцінити загальну енергію, що зберігається в магнітному полі; у всіх випадках у полі було достатньо енергії, яка зберігалася навіть для найбільших суперспалахів. Як фотометричні, так і спектроскопічні спостереження узгоджуються з теорією, що суперспалахи відрізняються від сонячних спалахів лише масштабом та можуть бути пояснені вивільненням магнітної енергії в активних областях, набагато більших, ніж ті, що на Сонці. Тим не менш, ці області можуть з'являтися на зорях з масами, температурами, складом, швидкостями обертання та віком, подібними до Сонця.

## Виявлення попередніх суперспалахів на Сонці
Оскільки зорі, схожі на Сонце, можуть створювати суперспалахи, абсолютно природно запитати, чи може саме Сонце це робити, і спробувати знайти докази того, що воно робило це колись в минулому. Великі спалахи незмінно супроводжуються енергетичними частинками, і ці частинки спричиняють певні ефекти, які досягають і Землі. Подія Каррінгтона 1859 року, найбільший спалах якого ми безпосередньо спостерігали, спричинила глобальні полярні сяйва, що простягалися поблизу екватора. Енергетичні частинки можуть викликати хімічні зміни в атмосфері, які можуть бути постійно зафіксовані в полярних льодах. Швидкі протони генерують особливі ізотопи, зокрема вуглець-14, які можуть поглинатися та зберігатися живими істотами.

### Концентрація нітратів у полярних льодах
Коли частинки сонячної енергії досягають земної атмосфери, вони викликають іонізацію, яка створює оксид азоту (NO) та інші реакційноздатні форми азоту, які потім випадають в осад у вигляді нітратів. Оскільки всі енергетично заряджені частинки якоюсь мірою відхиляються геомагнітним полем, вони потрапляють переважно в полярні широти. Оскільки високі широти також містять постійний лід, логічно та природно шукати нітратну сигнатуру подій частинок у крижаних кернах. Дослідження льодовикового керна Ґренландії, що сягає 1561 року нашої ери, досягло роздільної здатності 10 або 20 зразків на рік, що в цілому дозволило виявляти поодинокі події. Точні дати (в межах одного або двох років) можна отримати, підрахувавши річні шари в кернах, перевіривши їх шляхом ідентифікації відкладень, пов'язаних з відомими вулканічними виверженнями. Керн містив річну зміну концентрації нітратів, що супроводжувалася низкою «спіків» різної амплітуди. Найсильніший з них за всю історію спостережень датується кількома тижнями після події Каррінгтона 1859 року.
Однак інші події можуть спричинити сплески нітратів, зокрема спалювання біомаси, яке також призводить до підвищеної концентрації амонію. Дослідження чотирнадцяти крижаних кернів з антарктичних та арктичних регіонів виявило значні сплески нітратів: однак жоден з них не був датований 1859 роком (окрім уже згаданого), і цей, здається, відбувся аж надто швидко після події Каррінгтона та занадто коротко, щоб його можна було пояснити нею. Усі такі сплески були пов'язані з амонієм та іншими хімічними показниками горіння.
Як висновок, концентрації нітратів не можуть бути використані як показники історичної сонячної активності.

### Поодинокі події від космогенних ізотопів
Коли енергетичні протони потрапляють в атмосферу, вони створюють ізотопи внаслідок реакцій з основними компонентами; найважливішим з них є вуглець-14 (14C), який утворюється в результаті реакції вторинних нейтронів з азотом.14C, період напіврозпаду якого становить близько 5730 років, реагує з киснем, утворюючи вуглекислий газ, який поглинається рослинами; датування деревини за вмістом 14C було початковою основою радіовуглецевого датування.
Якщо є деревина відомого віку, процес можна провести у зворотному напрямку. Вимірювання вмісту 14C та використання періоду напіврозпаду дозволяє оцінити його вміст під час формування деревини. Кільця росту дерев демонструють закономірності, спричинені різними факторами навколишнього середовища: дендрохронологія використовує ці кільця росту дерев, порівнюючи їх у послідовностях, які перекриваються, для встановлення точних дат.
Застосування цього методу показує, що атмосферний 14C справді змінюється з часом через сонячну активність. Це основа калібрувальної кривої вуглецевого датування. Його також можна використовувати для виявлення будь-яких піків утворення, спричинених сонячними спалахами, якщо ці спалахи створюють достатньо енергетичних частинок для вимірюваного збільшення рівня 14C.
Дослідження калібрувальної кривої, яка має часову роздільну здатність у п'ять років, показало три інтервали за останні 3000 років, коли вміст 14C значно збільшився. На основі цього два японські кедри були досліджені з роздільною здатністю в один рік і показали збільшення на 1,2% у 774 році нашої ери, що приблизно в двадцять разів більше, ніж будь-що, що очікувалося від звичайного сонячної коливання. Цей пік неухильно знижувався протягом наступних кількох років. Результат був підтверджений дослідженнями німецького дуба, сосни щетинистої з Каліфорнії, сибірської модрини та деревини каурі з Нової Зеландії. Усі визначення узгоджувалися як щодо часу, так і щодо амплітуди ефекту. Крім того, вимірювання коралових скелетів з Південно-Китайського моря показали суттєві коливання 14C протягом кількох місяців приблизно в той самий час; однак дату можна було встановити лише з точністю до ±14 років приблизно в 783 році. нашої ери.
Вуглець-14 — не єдиний ізотоп, який може утворюватися енергійними частинками. Берилій-10 (10Be, період напіврозпаду 1,4 мільйонів років) також утворюється з азоту та кисню та відкладається в полярному льоду. Однак, відкладення 10Be можуть бути тісно пов'язаними з місцевими погодними умовами та демонструє надзвичайну географічну мінливість. Також є важчим встановити конкретні дати. Тим не менш, збільшення на 10Be протягом 770-х років було виявлено в крижаному керні з Антарктики, хоча сигнал був менш вражаючим через нижчу часову роздільну здатність (кілька років). Ще одне менше збільшення спостерігалося в Ґренландії. Коли дані з двох точок у Північній Ґренландії та однієї у Західній Антарктиці, взяті з однорічною дискретністю, порівняли, всі вони показали сильний сигнал: часовий профіль також добре збігався з результатами для 14C (в межах невизначеності датування для даних 10Be). Хлор-36 (36Cl, період напіврозпаду якого становить 301 тисяча років) може бути отриманий з аргону та осаджений у полярному льоду; оскільки аргон є незначним компонентом атмосфери та його кількість є низькою. Ті ж крижані керни, які показали 10Be, також показали збільшення 36Cl, хоча з роздільною здатністю п'ять років детальне зіставлення було неможливим.
Друга подія в 993/4 р. н. е. також була виявлена за допомогою 14C в кільцях дерев, але з меншою інтенсивністю. В свою чергу ще інша подія була виявлена для 660 р. до н. е.. Ця подія також призвела до вимірюваного збільшення 10Be та 36Cl у льодових кернах Ґренландії.
Якщо припустити, що ці події спричинені енерегетичними частинками від великих спалахів, то оцінити енергію частинок у спалаху або порівняти її з відомими подіями нелегко.
Подія Каррінгтона не згадується в космогенних записах, як і жодна інша подія великих частинок, яку безпосередньо спостерігали. Потік частинок необхідно спочатку оцінити, розрахувавши швидкість утворення радіовуглецю, а вже потім змоделювавши поведінку CO2 після його вступу в вуглецевий цикл. Частка створеного радіовуглецю, поглинена деревами, певною мірою залежить від цього циклу. Спектр енергетичних частинок сонячного спалаху значно варіюється між подіями: той, що має «жорсткий» спектр, з більшою кількістю протонів високої енергії, буде ефективнішим у створенні збільшення рівня 14C. Найпотужніший спалах, який також мав жорсткий спектр, що спостерігався інструментально, стався в лютому 1956 року (початок ядерних випробувань приховує будь-які можливі наслідки в записі 14C). Було підраховано, що якби один спалах був відповідальним за подію 774/5 н. е., він мав би бути в 25–50 разів потужнішим за цей. Одна активна область на Сонці може спричинити кілька спалахів протягом свого життя, і наслідки такої послідовності будуть сукупними протягом періоду в 1 рік, охопленого єдиним вимірюванням 14C. Однак, загальний ефект все одно буде вдесятеро більшим, ніж будь-що, що спостерігалося за аналогічний період у сучасну епоху.
Сонячні спалахи — не єдина можливість утворення космогенних ізотопів. Спочатку було запропоновано, що можливою причиною події у 774/5 році нашої ери може бути довгий або короткий гамма-спалах. Однак це пояснення виявилося дуже малоймовірним, і поточна парадигма полягає в тому, що ці події спричинені екстремальними подіями сонячних частинок.

### Історичні записи
Було зроблено низку спроб знайти додаткові докази, що підтверджують інтерпретацію ізотопного піку близько 774/5 року нашої ери за допомогою історичних записів. Подія Каррінгтона спричинила полярні сяйва аж на півдні, до Карибського басейну та Гаваїв, що відповідає геомагнітній широті близько 22° . Якщо подія 774/5 року відповідала ще енергійнішому спалаху, то мало б статися глобальне полярне сяйво.
Усоскін та ін. цитували згадки про полярні сяйва в китайських хроніках для 770 року (двічі), 773 та 775 років нашої ери. Вони також відмічають «червоний хрест» на небі в 773, 774 або 776 роках нашої ери з Англосаксонської хроніки. «Запалені щити» або «щити, що палають червоним кольором», побачені в небі над Німеччиною в 776 році нашої ери, записані в Королівських франкських анналах; «вогонь на небі», побачений в Ірландії в 772 році нашої ери; та привид у Німеччині в 773 році нашої ери, інтерпретований як «вершники на білих конях».
Підвищена сонячна активність навколо збільшення температури на 14C підтверджується китайськими полярними сяйвами, зафіксованими 12 січня 776 року нашої ери, як детально описано Стівенсоном та ін.. Китайські записи описують понад десять смуг білого світла, «подібних до розстеленого шовку», що простягаються через вісім китайських сузір'їв; це видовище тривало кілька годин. Спостереження, зроблені за часів династії Тан, проводилися зі столиці Чан'ань.
Тим не менш, існує низка труднощів, пов'язаних зі спробою пов'язати результати дослідження 14C з історичними хроніками. Дати кілець дерев можуть бути помилковими, оскільки немає помітного кільця для одного року (незвично холодна погода) або двох кілець (другий приріст протягом теплої осені). Якщо холодна погода була глобальною після великого виверження вулкана, можливо, що наслідки також можуть бути глобальними: очевидна дата 14C може не завжди збігатися з літописними даними.
Щодо ізотопного піку в 993/994 роках нашої ери, дослідженого Хаякавою та ін. оглянуті сучасні історичні документи показують кластеризацію спостережень полярних сяйв наприкінці 992 року, тоді як їхній зв'язок з ізотопним піком все ще обговорюється.

### Загальна сонячна активність у минулому
Суперспалахи, схоже, пов'язані із загальним високим рівнем магнітної активності. Окрім пошуку окремих подій, можна дослідити ізотопні записи, щоб знайти рівень активності в минулому та визначити періоди, коли він міг бути набагато вищим, ніж зараз. Місячні породи забезпечують записи, на які не впливають геомагнітне екранування та процеси переносу. Як несонячні космічні промені, так і події сонячних частинок можуть створювати ізотопи в гірських породах, і на обидва типи впливає сонячна активність. Космічні промені набагато енергійніші та проникають глибше, і їх можна відрізнити від сонячних частинок, які впливають на зовнішні шари. Можна отримати кілька різних радіоізотопів з дуже різними періодами напіврозпаду; концентрацію кожного з них можна розглядати як середнє значення потоку частинок протягом його періоду напіврозпаду. Оскільки потоки мають бути перетворені на концентрації ізотопів за допомогою моделювання, тут існує певна залежність від моделі. Ці дані узгоджуються з такою точкою зору, що потік енергійних сонячних частинок з енергіями понад кілька десятків МеВ не змінювався протягом періодів від п'яти тисяч до п'яти мільйонів років. Звичайно, період інтенсивної активності протягом короткого часу порівняно з періодом напіврозпаду не буде виявлено.
Вимірювання 14C, навіть з низькою часовою роздільною здатністю, можуть вказувати на стан сонячної активності протягом останніх 11 000 років, приблизно до 1900 року. Хоча радіовуглецеве датування застосовувалося ще 50 000 років тому, під час дегляціації на початку Голоцену біосфера та поглинання нею вуглецю різко змінилися, що зробило оцінки до цього непрактичними. Приблизно після 1900 року ефект Суесса та випробування ядерних бомб ускладнили інтерпретацію.
Концентрації 10Be у стратифікованих полярних крижаних кернах забезпечують незалежний показник активності. Обидва показники досить добре узгоджуються один з одним та з числом сонячних плям у Цюриху за останні два століття. Для додаткової перевірки, можна відновити ізотоп Титан-44 (44Ti, період напіврозпаду 60 років) з метеоритів. Це забезпечить вимірювання активності, на яке не впливають зміни в процесі перенесення або геомагнітному полі. Хоча активність обмежується приблизно двома останніми століттями, вона узгоджується з усіма, окрім однієї, реконструкціями 14C та 10Be та підтверджує їхню достовірність. Вищезгадані енергійні спалахи трапляються рідко; на тривалих часових масштабах (значно більше року) потік радіогенних частинок переважають космічні промені. Внутрішня частина Сонячної системи захищена загальним магнітним полем Сонця, яке сильно залежить від часу в межах циклу та сили циклу. В результаті, періоди потужної активності проявляються як зменшення концентрацій усіх цих ізотопів. Оскільки космічні промені також залежать від геомагнітного поля, труднощі з реконструкцією цього поля обмежують точність реконструкцій.
Реконструкція активності за даними 14C за останні 11 000 років не показує періодів, значно вищих за сучасні; насправді, загальний рівень активності у другій половині 20-го століття був найвищим з 9000 року до нашої ери. Зокрема, активність у період навколо події 14C у 774 році нашої ери (усереднена за десятиліття) була дещо нижчою за довгостроковий середній показник, тоді як подія 993 року нашої ери збіглася з невеликим мінімумом. Більш детальне дослідження періоду з 731 по 825 рік нашої ери, що поєднує кілька наборів даних 14C з роздільною здатністю один та два роки з обліком полярних сяйв та сонячних плям, показує загальне зростання сонячної активності (з низького рівня) приблизно після 733 року нашої ери, досягнувши найвищого рівня після 757 року та залишаючись високим у 760-х та 770-х роках. Приблизно в цей час спостерігалося кілька полярних сяйв, і навіть полярне сяйво на низьких широтах у Китаї.

## Наслідки гіпотетичного сонячного суперспалаху
Вплив такого роду суперспалаху, який, очевидно, спостерігався на початкових дев'яти зорях-кандидатах, був би катастрофічним для Землі та завдав би серйозної шкоди атмосфері та життю. Хоча він все ще не буде настільки потужним, як гамма-спалах. Це також залишило б сліди в Сонячній системі: наприклад, подія на S Fornacis призвела до збільшення світності зорей приблизно в двадцять разів.
Томас Голд припустив, що глазур на верхній поверхні деяких місячних порід може бути спричинена сонячним спалахом, який супроводжувався збільшенням світності понад сто разів протягом 10-100 секунд у певний момент часу протягом останніх 30 000 років. Окрім земних наслідків, це спричинило б локальне танення льоду з подальшим повторним замерзанням аж до супутників Юпітера. Немає жодних доказів того, що в Сонячній системі відбувалися суперспалахи такого масштабу.
Суперспалахи також були запропоновані як рішення парадоксу слабкого молодого Сонця.

## Ймовірність гіпотетичного сонячного суперспалаху
Оцінка, заснована на оригінальних фотометричних дослідженнях Кеплера, передбачала частоту для зір сонячного типу (ранній G-тип та період обертання більше 10 днів) один раз на кожні 800 років для енергії 1034 ерг та кожні 5000 років для 1035 ерг. Однохвилинний відбір проб надав статистику для менш енергійних спалахів і показав частоту одного спалаху енергії в 1033 ерг кожні 500–600 років для зорі, що обертається так само повільно, як Сонце. Це оцінювалося б як X100 за шкалою сонячних спалахів. Це базується на прямому порівнянні кількості досліджених зір з кількістю спостережуваних спалахів. Екстраполяція емпіричної статистики сонячних спалахів до енергії в 1035 ерг передбачає частоту один раз на 10 000 років.
Однак це не відповідає відомим властивостям суперспалахів зір. Такі зорі є надзвичайно рідкісними в даних Кеплера; одне дослідження показало лише 279 таких зір з 31 457 досліджених, що становить менше 1%; для старших зір цей показник знизився до 0,25%. Також приблизно половина активних зір демонстрували повторювані спалахи: одна мала аж 57 подій за 500 днів. Зосереджуючись на зорях сонячного типу, найактивніші в середньому спалахували кожні 100 днів; частота виникнення суперспалахів у найактивніших зорях, подібних до Сонця, у 1000 разів більша, ніж загальна середня частота для таких зір.
Це говорить про те, що така поведінка не спостерігається протягом усього життя зорі, а обмежується епізодами надзвичайної активності. Про це також говорить чіткий зв'язок між магнітною активністю зорі та її суперспалаховою активністю; зокрема, суперспалахові зорі набагато активніші (виходячи з площі зоряних плям), ніж Сонце.
Немає жодних доказів будь-якого спалаху, більшого за той, що спостерігав Каррінгтон у 1859 році, та спалаху в листопаді 2003 року з активної області 10486 (обидва приблизно 4×1032 ерг, або 1/2000 найбільших суперспалахів) за останні 200 років.
Хоча більші події з запису 14C приблизно 775 року нашої ери однозначно ідентифіковані як сонячні події, його зв'язок з енергією спалаху неясен, і він навряд чи перевищує 1032 ерг.
Більш енергійні суперспалахи, здається, виключаються енергетичними міркуваннями для Сонця, які свідчать про те, що воно не здатне до спалаху більше за 1034 ергів. Розрахунок вільної енергії в магнітних полях в активних областях, яка може вивільнятися внаслідок спалахів, дає верхню межу близько 3×1032 ерг, що свідчить про те, що найенергійнішим може бути суперспалах приблизно під час події Каррінгтона.
Деякі зорі мають магнітне поле, яке в 5 разів перевищує сонячне, і обертаються набагато швидше. Теоретично вони можуть мати спалах до 1034 ергів. Це може пояснити деякі суперспалахи на нижній межі діапазону. Щоб досягти більшої точки, може знадобитися антисонячна крива обертання — така, в якій полярні області обертаються швидше, ніж екваторіальні області.